# Anaphalioides mariae
Espèce
Classification phylogénétique
Synonymes
- Anaphalis mariae F.Muell., 1889[1]
- Anaphalis mariae f. alba Koster, 1972[2]

Anaphalioides mariae est une espèce de plante à fleurs de la famille des Asteraceae.

## Publication originale
- (en) Glenny D., 1997. A revision of the genus Anaphalioides (Asteraceae: Gnaphalieae). New Zealand journal of botany, 35: 451–477. Royal Society of New Zealand.